# Gliese 163 c
Gliese 163 c  — экзопланета (сверхземля), которая расположена в планетной системе звезды Глизе 163, красного карлика спектрального класса M3.5V, находящегося на расстоянии около 50 световых лет от Земли в созвездии Золотая Рыба. Его масса оценивается в 0.40 ± 0.04 солнечных масс, а светимость составляет 0.022 ± 0.003 солнечных.

## Орбита
Планета обращается вокруг красного карлика на расстоянии 0.1254 а. е., совершая полный оборот почти за 26 земных дней с эксцентриситетом 0.1, что соответствует практически круговой орбите.

## Характеристики
Масса планеты оценивается в 6.8 ± 0.9 масс Земли, радиус — в 1,8-2,4 земного.

## Обнаружение
Планета была обнаружена с помощью спектрографа HARPS и подтверждена после восьмилетних наблюдений (с 30 октября 2003 года по 4 января 2012 года) в июне 2013 года.

## Описание

### Возможность жизни на планете
Планета находится в обитаемой зоне, получая от своего светила на 40 % больше тепла, чем Земля (для сравнения, Венера получает на 90 % больше тепла, чем Земля). Температура поверхности планеты должна составлять около 60 °C. Сложные организмы на Земле (деревья, животные и люди) не выживают при температуре свыше 50 °C, однако экстремофилы могут выдерживать и более высокие температуры. Согласно новым исследованиям, опубликованным 4 июня 2013 года, при альбедо 0.34-0.89 эффективная температура планеты может составлять 175-270К, однако на планете царит парниковый эффект, вследствие которого температурный режим Gliese 163 c представляет собой нечто среднее между тепловыми режимами Земли и Венеры.